# Isa Boletini
Isa Boletini (né le 15 janvier 1864 à Boletin et mort le 23 ou 24 janvier 1916 à Podgorica) est un commandant, homme politique, combattant et rilindas (Mouvement de renaissance nationale en Albanie) Albanais du Kosovo.

## Biographie
Boletini naît à Boletin, un village dans la région de Mitrovica. Il rejoint les forces albanaises de la Ligue de Prizren à seulement 17 ans et combat à la bataille de Slivova contre l'Empire ottoman. Plus tard, Boletini devient une figure importante de la résistance albanaise contre les Ottomans, la Serbie et le Monténégro.
À la fin du XIXe siècle, Boletini est membre des mouvements albanais qui cherchent l'autonomie de l'Albanie et l'unification des vilayets albanaises (Kosova, Shkodra, Manastir et Ioannina). En 1902, Boletini est expulsé du territoire albanais par les Ottomans et envoyé à İstanbul, où il demeure jusqu'en 1906.
Pendant le soulèvement populaire contre l'Empire ottoman en 1912, qui embrasée toutes les terres albanaises, les patriotes albanais décident d'établir un État indépendant. Le 28 novembre 1912 à Vlora (soit 469 ans après la libération de Kruja par Gjergj Kastriot Skanderbeg), l'Assemblée nationale albanaise créé l'État indépendant d'Albanie. Isa Boletini est le chef des représentants du Kosovo, qui décident unanimement de rejoindre le nouvel État.
Isa Boletini contribue à la protection du gouvernement de Vlora et fait partie avec Ismail Qemali de la délégation albanaise à la conférence de Londres (en) en 1913 qui doit décider du sort du pays. La délégation albanaise souhaite que le Kosovo soit rattaché au nouvel État albanais, mais les grandes puissances ne concèdent seulement qu'environ un tiers du territoire concerné.
Pendant la Première Guerre mondiale, Boletini est impliqué dans le mouvement de guérilla de Kachak contre la Serbie. Il est tué par les forces monténégrines le 23 ou selon d'autres sources le 24 janvier 1916, dans une tentative manquée de capturer la capitale monténégrine Podgorica à la suite d'une avancée de militaires austro-hongrois.
Isa Boletini a lié sa vie et celle de sa famille avec le destin de sa patrie, son amour et sa fidélité sont résumés par ces mots : « je vais bien quand l'Albanie va bien » (Unë jam mirë kur asht mirë Shqipnia). Il était connu pour toujours porter le chapeau blanc albanais traditionnel et le costume national.

## Hommages
Après avoir reposé au Monténégro pendant plus de 80 ans, ses restes sont rapatriés au Kosovo en 1998 avant d'être réinhumés dans son village natal en juin 2015.
En 2004, le président du Kosovo Ibrahim Rugova lui a attribué à titre posthume l'ordre suprême de « Héros du Kosovo » avec Adem Jashari, Hasan Prishtina et Bajram Curri.